# Marco d'Eramo
Marco d'Eramo (Roma, 10 agosto 1947) è un giornalista e scrittore italiano.

## Biografia
Figlio della scrittrice Luce d'Eramo e del professore di filosofia Pacifico d’Eramo, dopo la maturità classica al Liceo Tasso, si è iscritto all’Università di Roma La Sapienza, dove ha partecipato al movimento studentesco del 1968 e dove si è laureato in fisica teorica, proseguendo poi la ricerca come borsista fino al 1973, senza mai interrompere gli studi di storia e filosofia. Trasferitosi a Parigi, si è iscritto all'École Pratique des Hautes Études dove ha studiato sociologia con Pierre Bourdieu, ha partecipato per anni al seminario ristretto di Roland Barthes e ha seguito le lezioni di Michel Foucault.
Nel frattempo era diventato corrispondente da Parigi di Paese Sera, allora diretto da Arrigo Benedetti. Nel 1978 è tornato a Roma, dove per due anni è stato caposervizio del mensile Mondoperaio. Dimessosi nell'80, è diventato redattore del quotidiano il manifesto in cui è stato successivamente responsabile della pagina di economia internazionale, del supplemento monografico settimanale La Talpa, del settore culturale. È stato inoltre inviato in Francia, Gran Bretagna, Belgio, Olanda, Algeria, Libia, India, Kuwait. Nell'anno tra il 1992 e il 1993 è stato corrispondente negli Stati uniti, in cui da allora è stato l’inviato speciale fino al dicembre 2012, quando si è dimesso dal quotidiano per dissensi politici.
Marco d'Eramo ha collaborato con numerosi giornali e riviste. Suoi scritti sono apparsi su un gran numero di periodici, tra cui Alfabeta, Carmilla, Critica del diritto, La fiera letteraria, Internazionale, L'indice, Laboratorio politico, Micromega, Nuovi argomenti, Politica internazionale, Politica ed economia, La Repubblica, Lo Straniero, oltre che su riviste online. All’estero suoi scritti sono stati pubblicati su riviste e quotidiani tra cui New Left Review, Cultures (rivista UNESCO), Économie et politique, La Quinzaine littéraire, Lettres nouvelles, Die Tageszeitung, Der Tagesspiegel, El Pais. Nel corso degli anni ha collaborato con L'Espresso, per quattro anni ha fatto parte del comitato editoriale della rivista Micromega, con cui continua a collaborare. Dal 2020 al 2024 ha tenuto una rubrica mensile su Sidecar, blog della New Left Review, apparsa in italiano sul sito di Micromega e in spagnolo su quello di El Salto.
Tra i prolungati soggiorni all’estero, vive a Roma con la giornalista Marina Forti, sua seconda moglie. Dal primo matrimonio con Antonella Palombo ha avuto il figlio Giulio.

## Opere

### Saggi
- Il maiale e il grattacielo. Chicago: una storia del nostro futuro, Feltrinelli, Milano 1995; edizioni tascabili e aggiornamenti 1998, 2004, 2009; 2020 nuova edizione con postfazione; edizione tedesca Das Schwein und der Wolkenkratzer, Kustmann, München 1996; in tascabile Rowohlt, Hamburg 1998; inglese: The Pig and the Skyscraper (prefazione di Mike Davis) Verso, London 2002; svedese: Slakyhuset och Skyskrapan, Arkiv förlag, Lund 2004.
- Lo sciamano in elicottero. Per una storia del presente, Feltrinelli, Milano 1999.
- Via dal Vento. Viaggio nel profondo sud degli Stati uniti, manifestolibri, Roma 2004, riedito con aggiornamenti e nuovi capitoli con il titolo I terroni dell’impero. Viaggi nel profondo sud degli Stati Uniti, Marietti1820, Bologna 2024.
- 2007 Moderato sarà lei, pamphlet con Marco Bascetta, manifestolibri, Roma 2007.
- Il selfie del mondo. Indagine sull'età del turismo, Feltrinelli, Milano 2017; 2022 nuova edizione tascabile aggiornata post-covid; edizione tedesca: Die Welt im Selfie, Suhrkamp, Berlin 2018; spagnola El selfie del mundo Anagrama, Barcelona 2020; inglese: The World in a Selfie, Verso, Londra 2021; francese: in corso di traduzione presso Les éditions de l’atelier, Paris.
- Dominio. La guerra invisibile dei potenti contro i sudditi, Feltrinelli, Milano 2020, in tascabile Universale Feltrinelli 2023: edizione spagnola: Dominio, Anagrama, Barcelona 2022; inglese: titolo Masters. The Invisibe War of the Powerful Against Their Subjects, Polity, Cambridge (UK) 2023.

### Curatele
- AA.VV., I nuovi filosofi. Letti e interpretati da Deleuze, Foucault, Debray, Sollers, Droit, Mauriac, Duverger, Castoriadis, Poulantzas, Morin, Elleinstein. Introduzione di Walter Pedullà. Con una nota di Marco d'Eramo, Lerici, Cosenza 1978.
- AA.VV., L'immaginazione senza potere. Mito e realtà del '68. Introduzione e cura di Marco d'Eramo, Mondo Operaio, Roma, 1978).
- AA.VV., La crisi del concetto di crisi, a cura di Marco d'Eramo, Lerici, Cosenza 1980.
- AA.VV., Gli ordini del caos, a cura di Marco d'Eramo, manifestolibri, Roma, 1991).

### Scritti apparsi in volumi a più voci
- Pierre Bourdieu, Campo intellettuale, campo del potere, Lerici, Cosenza 1977, (prefazione e lunga intervista con l’autore di Marco d'Eramo; ripubblicato nel 2002 dalla manifestolibri con una nuova prefazione).
- Un mandarino contro le arance (e una lunga intervista a François Jacob), in AA.VV., Api o architetti: quale universo, quale ecologia. Interventi di scienziati e filosofi pro o contro la nuova scienza della complessità. Il dibattito promosso dall'Unità (L'Unità / il manifesto, Roma 1990).
- Sistemi di stelle, o di proteine, in AA.VV., Dalle forze ai codici, dal paradigma fisico a quello biologico, manifestolibri, Roma 1992
- Arbitrio di sangue, in AA.VV., Radici e Nazioni, manifestolibri, Roma 1992.
- "Alla curva del fiume" di V. S. Naipaul, in AA.VV., Il romanzo, a cura di Franco Moretti, vol. IV, Einaudi, Torino 2003).
- Bunkering in Paradise (or, Do Oldsters Dream of Electric Carts?), in  AA.VV., Devil Paradises. Dreamworld of Neoliberalism, a cura di Mike Davis e Daniel B. Monk, New Press,  New York 2007;  ed. francese Paradis Infernaux. Les villes hallucinées du néocapitalisme, Les Prairies Ordinaires, Paris 2009.
- In che tempo vive il matematico, in AA.VV., Matematica, cultura e società 2007-2008, a cura di Ilaria Gabbani, Edizioni della Normale di Pisa, Pisa 2012.
- La città non così eterna, in AA.VV.,The Passenger. Roma, Iperborea, Milano 2021 (ed. inglese 2022).

### Trasmissioni TV
Serie Scienza e industria tra le due guerre, in quattro puntate di un’ora, trasmessa dalla Terza rete Rai nel 1982.

## Riconoscimenti
- Premio Ape (Associazione per il Progresso Economico) nel 1996 per il libro Il maiale e il grattacielo.
- Il Premiolino, il premio italiano di giornalismo nel 2011[3].